# Balnissa parva
Balnissa parva is een hooiwagen uit de familie Trionyxellidae. De wetenschappelijke naam van Balnissa parva gaat terug op Roewer.